# 58. National Hockey League All-Star Game
Das 58. National Hockey League All-Star Game fand am 30. Januar 2011 im RBC Center, der Heimspielstätte der Carolina Hurricanes, in Raleigh im US-Bundesstaat North Carolina statt.

## Wahl der Teilnehmer
Die ersten sechs teilnehmenden Spieler für das All-Star Game wurden mittels Fanvotum bestimmt. Sidney Crosby konnte mit 635.509 Stimmen die meisten auf sich vereinen und wurde gemeinsam mit seinem Teamkollegen von den Pittsburgh Penguins, namentlich Jewgeni Malkin, Kristopher Letang und Marc-André Fleury gewählt. Das Duo der Chicago Blackhawks, Jonathan Toews und Duncan Keith, komplettierte die sechs per Fanvotum teilnehmenden Spieler.
Die weiteren 36 Spieler für das All-Star Game wurden von der National Hockey League bestimmt und gemeinsam mit zwölf Rookies, die beim Honda NHL SuperSkills am 29. Januar 2011 teilnahmen, am 11. Januar 2010 bekanntgegeben.
Die beiden Teams beim All-Star Game umfassten jeweils drei Torhüter, sechs Verteidiger und zwölf Stürmer. Die Kapitäne und Assistenzkapitäne wurden bei einer Spielerwahl bestimmt. Als Kapitäne wurden Eric Staal und Nicklas Lidström gewählt. Beim NHL All-Star Game traten folglich die beiden Teams unter dem Namen Team Lidström vs. Team Staal an.

## Mannschaften
| #           | Land               | Spieler              | Pos.                 | Team                |
| Torhüter    |                    |                      |                      |                     |
| 29          | Kanada             | Marc-André Fleury    | Marc-André Fleury    | Pittsburgh Penguins |
| 1           | Schweiz            | Jonas Hiller         | Jonas Hiller         | Anaheim Ducks       |
| 30          | Vereinigte Staaten | Tim Thomas           | Tim Thomas           | Boston Bruins       |
| Verteidiger |                    |                      |                      |                     |
| 8           | Kanada             | Brent Burns          | Brent Burns          | Minnesota Wild      |
| 33          | Vereinigte Staaten | Dustin Byfuglien     | Dustin Byfuglien     | Atlanta Thrashers   |
| 2           | Kanada             | Duncan Keith         | Duncan Keith         | Chicago Blackhawks  |
| 5           | Schweden           | Nicklas Lidström – C | Nicklas Lidström – C | Detroit Red Wings   |
| 6           | Kanada             | Shea Weber           | Shea Weber           | Nashville Predators |
| 3           | Vereinigte Staaten | Keith Yandle         | Keith Yandle         | Phoenix Coyotes     |
| Angreifer   |                    |                      |                      |                     |
| 87          | Kanada             | Sidney Crosby        | C                    | Pittsburgh Penguins |
| 71          | Russland           | Jewgeni Malkin       | C                    | Pittsburgh Penguins |
| 88          | Vereinigte Staaten | Patrick Kane – A     | RW                   | Chicago Blackhawks  |
| 26          | Kanada             | Martin St. Louis – A | RW                   | Tampa Bay Lightning |
| 91          | Kanada             | Steven Stamkos       | C                    | Tampa Bay Lightning |
| 33          | Schweden           | Henrik Sedin         | C                    | Vancouver Canucks   |
| 48          | Kanada             | Daniel Brière        | RW                   | Philadelphia Flyers |
| 19          | Kanada             | Jonathan Toews       | C                    | Chicago Blackhawks  |
| 91          | Kanada             | Brad Richards        | C                    | Dallas Stars        |
| 83          | Tschechien         | Aleš Hemský          | RW                   | Edmonton Oilers     |
| 24          | Tschechien         | Martin Havlát        | RW                   | Minnesota Wild      |
| 11          | Slowenien          | Anže Kopitar         | C                    | Los Angeles Kings   |
| 9           | Kanada             | Matt Duchene         | C                    | Colorado Avalanche  |
| 21          | Schweden           | Loui Eriksson        | LW                   | Dallas Stars        |
| 81          | Vereinigte Staaten | Phil Kessel          | RW                   | Toronto Maple Leafs |

| #           | Land               | Spieler              | Pos.             | Team                  |
| Torhüter    |                    |                      |                  |                       |
| 30          | Kanada             | Cam Ward             | Cam Ward         | Carolina Hurricanes   |
| 30          | Schweden           | Henrik Lundqvist     | Henrik Lundqvist | New York Rangers      |
| 31          | Kanada             | Carey Price          | Carey Price      | Montréal Canadiens    |
| Verteidiger |                    |                      |                  |                       |
| 22          | Kanada             | Dan Boyle            | Dan Boyle        | San Jose Sharks       |
| 33          | Slowakei           | Zdeno Chára          | Zdeno Chára      | Boston Bruins         |
| 39          | Schweden           | Tobias Enström       | Tobias Enström   | Atlanta Thrashers     |
| 52          | Kanada             | Mike Green – A       | Mike Green – A   | Washington Capitals   |
| 65          | Schweden           | Erik Karlsson        | Erik Karlsson    | Ottawa Senators       |
| 58          | Kanada             | Kris Letang          | Kris Letang      | Pittsburgh Penguins   |
| 18          | Kanada             | Marc Staal           | Marc Staal       | New York Rangers      |
| Angreifer   |                    |                      |                  |                       |
| 12          | Kanada             | Eric Staal – C       | C                | Carolina Hurricanes   |
| 17          | Vereinigte Staaten | Ryan Kesler – A      | C                | Vancouver Canucks     |
| 12          | Kanada             | Jarome Iginla        | RW               | Calgary Flames        |
| 8           | Russland           | Alexander Owetschkin | LW               | Washington Capitals   |
| 22          | Schweden           | Daniel Sedin         | LW               | Vancouver Canucks     |
| 61          | Kanada             | Rick Nash            | RW               | Columbus Blue Jackets |
| 10          | Kanada             | Patrick Sharp        | LW               | Chicago Blackhawks    |
| 53          | Kanada             | Jeff Skinner         | C                | Carolina Hurricanes   |
| 14          | Kanada             | Jordan Eberle        | RW               | Edmonton Oilers       |
| 28          | Kanada             | Claude Giroux        | RW               | Philadelphia Flyers   |
| 10          | Kanada             | Corey Perry          | RW               | Anaheim Ducks         |
| 26          | Tschechien         | Patrik Eliáš         | LW               | New Jersey Devils     |
| 42          | Vereinigte Staaten | David Backes         | RW               | St. Louis Blues       |
| 26          | Vereinigte Staaten | Paul Stastny         | C                | Colorado Avalanche    |

## All-Star Game
Das Team Lidström entschied diese relativ ausgeglichene Begegnung mit 11:10 für sich. In der Anfangsphase legte die Mannschaft um Kapitän Eric Staal durch vier Tore innerhalb von 5:41 Minuten einen „Blitzstart“ hin, doch das Team Lidström konnte noch vor Ablauf des ersten Drittels den Spielstand egalisieren. Im zweiten Drittel war es Patrick Sharp, der das Team Staal erneut in Führung schoss und Kristopher Letang erhöhte auf 6:4, ehe Anže Kopitar und Steven Stamkos durch zwei Tore das Spiel wieder ausglichen. Zum Ende des zweiten Drittels lag die „Heimmannschaft“ um Eric Staal, Jeff Skinner und Cam Ward nach einem Tor durch Daniel Brière erstmals in Rückstand.
Auch im letzten Drittel begann das Team Staal mit spielerischen Vorteilen und erzielte zwei Tore, bevor Daniel Brière nach 49:57 Minuten mit dem Tor zum 8:8 erneut egalisierte. Die Mannschaft um Nicklas Lidström spielte sich in der Folge mit zwei Toren in Front. 1:11 Minuten vor Spielende traf Loui Eriksson ins leere Tor zum 11:9 für das Team Lidström, das dadurch dieses Spiel gewann. Patrick Sharp wurde zum Most Valuable Player des Spiels gewählt.
| 30. Januar 2011 16:30 Uhr (Ortszeit) | Team Lidström A. Kopitar (S. Weber) (10:50) D. Byfuglien (P. Kane, D. Keith) (13:17) L. Eriksson (J. Toews) (16:07) M. Duchene (N. Lidström, S. Weber) (16:30) A. Kopitar (L. Eriksson, M. Havlát) (30:08) S. Stamkos (M. St. Louis, B. Richards) (34:11) D. Brière (H. Sedin, S. Weber) (35:31) D. Brière (H. Sedin, S. Weber) (49:57) J. Toews (L. Eriksson, M. Havlát) (50:45) M. St. Louis (B. Burns) (53:53) L. Eriksson (EN) (J. Toews, M. Havlát) (58:49) | 11:10 (4:4, 3:2, 4:4) | Team Staal A. Owetschkin (Z. Chára, M. Green) (0:50) P. Stastny (P. Sharp, D. Backes) (2:48) P. Eliáš (P. Stastny, M. Green) (3:20) C. Giroux (P. Sharp, D. Backes) (5:41) P. Sharp (C. Giroux) (21:18) K. Letang (D. Sedin, A. Owetschkin) (26:10) E. Staal (C. Perry, R. Nash) (43:49) K. Letang (P. Eliáš, J. Skinner) (48:46) R. Nash (C. Perry, Z. Chára) (55:11) E. Staal (D. Boyle, D. Backes) (59:26) | RBC Center, Raleigh, North Carolina Zuschauer: 18.680 |

## SuperSkills Competition
Die Honda NHL SuperSkills fand am 29. Januar 2011 statt. Zdeno Chára von den Boston Bruins schaffte den Bestwert für den härtesten Schuss mit 105,9 Meilen pro Stunde (Mph) (170,43 Kilometer pro Stunde (km/h)). Den Shootout gewann Anaheims Corey Perry, der bei seinem letzten Schuss Tim Thomas bezwang. Michael Grabner von den New York Islanders war der schnellste Läufer, während Edmontons Taylor Hall den zweiten Platz belegte. Die Breakaway Challenge gewann der Russe Alexander Owetschkin, der diesen Wettbewerb bereits 2008 und 2009 gewonnen hatte.

## Rookies
| #           | Land               | Spieler              | Pos.                 | Team               |
| Verteidiger |                    |                      |                      |                    |
| 23          | Schweden           | Oliver Ekman Larsson | Oliver Ekman Larsson | Phoenix Coyotes    |
| 4           | USA/Kanada         | Cam Fowler           | Cam Fowler           | Anaheim Ducks      |
| 8           | Vereinigte Staaten | Kevin Shattenkirk    | Kevin Shattenkirk    | Colorado Avalanche |
| Angreifer   |                    |                      |                      |                    |
| 63          | Russland           | Jewgeni Dadonow      | RW                   | Florida Panthers   |
| 4           | Kanada             | Taylor Hall          | LW                   | Edmonton Oilers    |
| 21          | Vereinigte Staaten | Derek Stepan         | C                    | New York Rangers   |

| #           | Land               | Spieler         | Pos.         | Team                |
| Verteidiger |                    |                 |              |                     |
| 4           | Vereinigte Staaten | Jamie McBain    | Jamie McBain | Carolina Hurricanes |
| 76          | Kanada             | P. K. Subban    | P. K. Subban | Montréal Canadiens  |
| Angreifer   |                    |                 |              |                     |
| 39          | Kanada             | Logan Couture   | C            | San Jose Sharks     |
| 63          | Kanada             | Tyler Ennis     | LW           | Buffalo Sabres      |
| 40          | Osterreich         | Michael Grabner | RW           | New York Islanders  |
| 19          | Kanada             | Tyler Seguin    | C            | Boston Bruins       |